# 李景仙
李 景仙（イ・ギョンソン、1914年 - 没年不明）は、朝鮮の独立運動家、革命家。済州島出身。

## 人物
東学党によって設立されたソウルの同徳女子高等普通学校に進学し、地理学教師であった李観述の指導を受け、1932年からマルクス主義の読書会に参加した。1933年には旧制梨花女子専門学校に入学したが、退学処分を受け、京城近郊のレーヨン工場で女工として働くとともに、朝鮮共産党再建を目指す李載裕から、読書会の組織化を指示された。1935年には治安維持法違反で一時検挙されたが、済州島に戻り、父が経営する辛酉義塾で教鞭を執った。1937年に来日し、旧制神戸女子薬学専門学校に入学。日中戦争が勃発すると、日本国内の朝鮮人に対する一斉検束により取り調べを受け、他の朝鮮人留学生に対し「日本が敗北すれば朝鮮は独立できる」と発言した廉により、治安維持法で起訴され、懲役1年6か月の判決を言い渡された。
日本の敗戦による解放後は、1945年12月には朴鎮洪らとともに朝鮮婦女総同盟に参加し、中央代表委員に選出された。総合雑誌『開闢』（1946年）に「朝鮮女性に呼びかける」と題する文章を寄稿し、女性の政治的・経済的・社会的解放を掲げ、日本帝国主義の残滓の一掃を訴えた。1946年には民主主義民族戦線の中央委員に選出されたが、米国軍政部による共産主義者への弾圧を逃れ、1950年代には東京朝鮮中高で理科教員を務めた。1959年に北朝鮮への帰還事業が始まると、北朝鮮に渡った。